# Seenavigationsfunkdienst

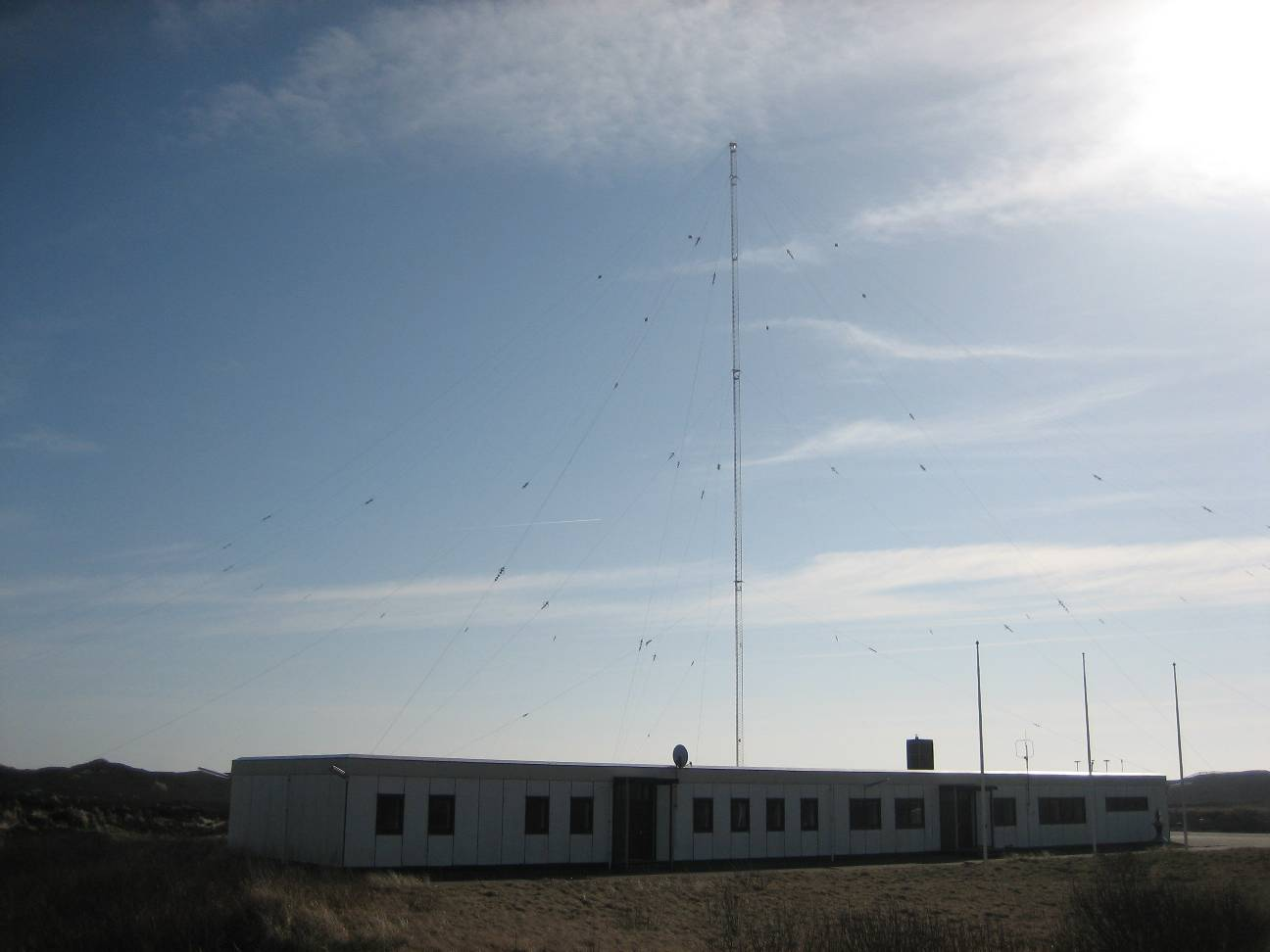
OfNavFuSt (LORAN-C-Sender Rantum)

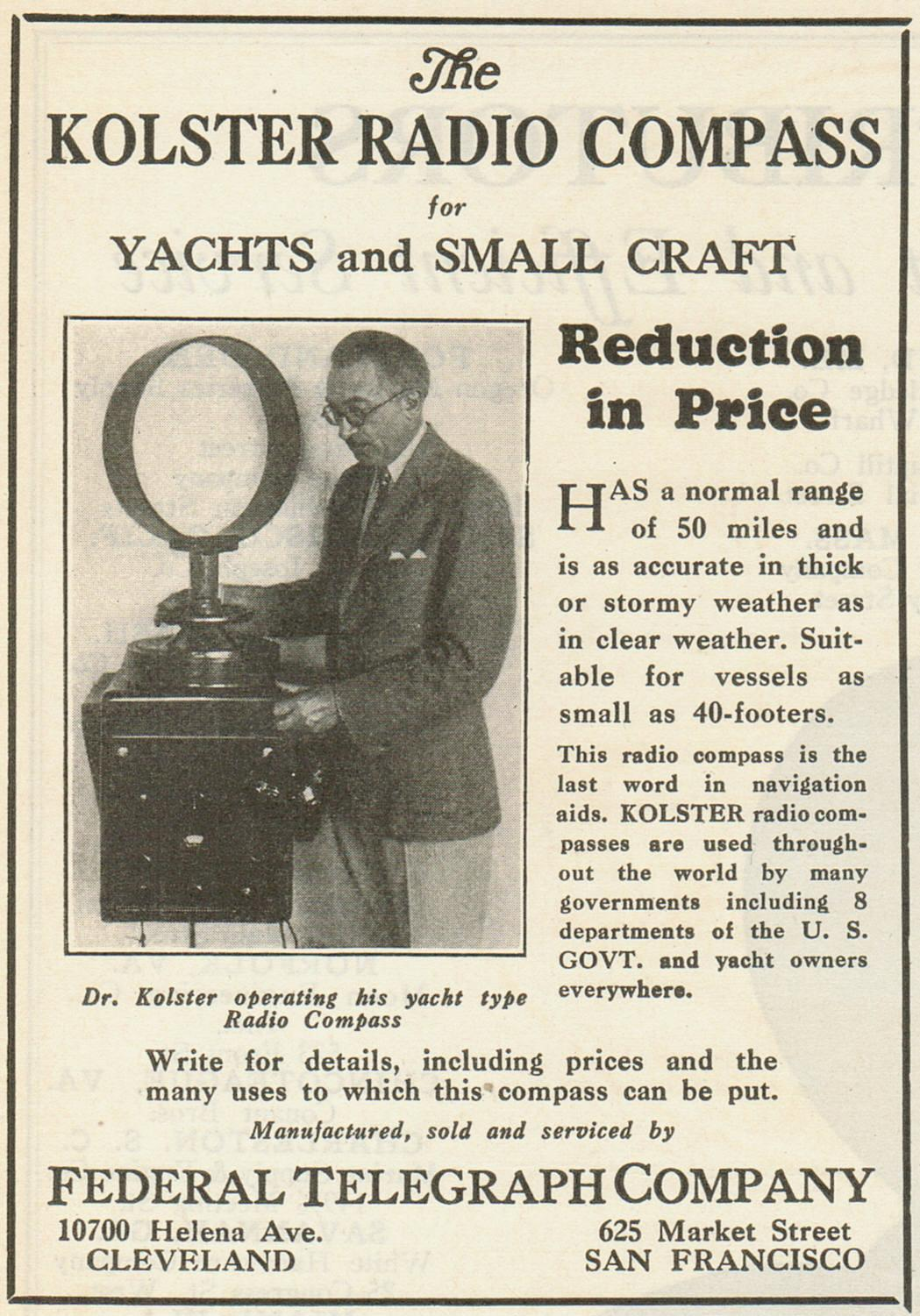
Werbung für Radiokompass (1930)

Der Seenavigationsfunkdienst (englisch maritime radionavigation service) ist gemäß Definition der Internationalen Fernmeldeunion (ITU) in der VO Funk ein Navigationsfunkdienst zum Zwecke der sicheren Führung von Seefahrzeugen.
Dieser Funkdienst ist ein sicherheitsrelevanter oder Safety-of-Life Service, ist zwingend vor Störungen zu schützen und wichtiger Bestandteil der Seenavigation.

## Dienste
Die VO Funk kategorisiert diesen Funkdienst wie folgt:
- Navigationsfunkdienst (Artikel 1.42)
  - Navigationsfunkdienst über Satelliten (Artikel 1.43)
  - Seenavigationsfunkdienst (Artikel 1.44)
    - Seenavigationsfunkdienst über Satelliten (Artikel 1.45)

  - Flugnavigationsfunkdienst (Artikel 1.46)
    - Flugnavigationsfunkdienst über Satelliten (Artikel 1.47)

## Funkstellen
Der Seenavigationsdienst unterscheidet grundsätzlich folgende Funkstellen:
- Ortsfeste Navigationsfunkstellen (OfNavFuSt)
- Mobile Navigationsfunkstellen (MobNavFuSt)